# Guatemala aux Jeux olympiques
Le Guatemala participe aux Jeux olympiques depuis 1952 et a envoyé des athlètes à chaque jeux depuis cette date sauf en 1956, en 1960 et en 1964. Le pays a participé une fois aux Jeux d'hiver en 1988. 
Le Comité national olympique du Guatemala a été créé en 1947 et a été reconnu par le Comité international olympique (CIO) la même année.
Erick Barrondo, vice-champion olympique sur 20 kilomètres marche en 2012, est le premier médaillé olympique guatémaltèque. 
Le 30 juillet 2024, Jean Pierre Brol gagne la médaille de bronze en trap homme. Puis, le 31 juillet 2024, Adriana Ruano Oliva remporte la toute première médaille d'or de son pays en trap féminin. 